# Riserva naturale del Bosco di Sant'Agnese
La riserva naturale del Bosco di Sant'Agnese è un'area naturale protetta situata nella provincia di Siena e istituita nel 1996. La riserva occupa una superficie di 271,00 ettari.